# Anne McCoy
Anne B. McCoy es química teórica. Es profesora Natt-Lingafelter de Química en la Universidad de Washington, y sus intereses de investigación incluyen la espectroscopia vibratoria, los enlaces de hidrógeno y las bandas de transferencia de carga.

## Educación
McCoy se licenció en Química de Haverford College en 1987. Trabajó con Edwin L. Sibert en la Universidad de Wisconsin-Madison y se doctoró en 1992. McCoy fue becaria postdoctoral Golda Meir con R. Benny Gerber en la Universidad Hebrea de Jerusalén y la Universidad de California, Irvine.

## Investigación
McCoy se incorporó al Departamento de Química de la Universidad Estatal de Ohio como profesora adjunta en 1994, obtuvo la titularidad y fue ascendida a profesora asociada en 2000, y fue promovida a profesora en 2004. Su investigación se centra en el desarrollo de métodos para estudiar fenómenos fundamentales como los enlaces de hidrógeno y la deslocalización cuántica y en la aplicación de la espectroscopia vibracional teórica para comprender la dinámica.
McCoy se mudó a la Universidad de Washington en 2015 y actualmente es profesora de química Natt-Lingafelter.

## Premios y honores
- Premio CARRERA de la Fundación Nacional de Ciencias, 1998–2003[7]
- Premio Camille Dreyfus para profesores y académicos, 1999[8]
- Miembro de la Sociedad Americana de Física, 2007[9]
- Miembro de la Sociedad Química Estadounidense, 2009[10]
- Crano Lectureship de la Sección Akron de la American Chemical Society, 2011[11]
- Miembro de la Asociación Estadounidense para el Avance de la Ciencia, 2012[12]
- Premio Académico Distinguido, Universidad Estatal de Ohio, 2013[13]
- Premio Harlan Hatcher a la Facultad Distinguida de Artes y Ciencias, Universidad Estatal de Ohio, 2013[14]

## Servicios profesionales
- Editor sénior, Journal of Physical Chemistry, 2005–2011
- Editor adjunto, Journal of Physical Chemistry A, 2011– [15]
- Miembro, Comité de Formación Profesional de la Sociedad Americana de Química, 2008-2018 (Presidenta, 2012-2014)[1]